# لوک پیرسون
لوک پیرسون (به انگلیسی: Luke Pearson) (زاده ۱۲ اکتبر ۱۹۸۷) کاریکاتوریست و انیماتور بریتانیایی است، که بیشتر بخاطر سری کمیک‌های هیلدا برای Nobrow Press و هیلدا، سری Netflix بر اساس کمیک‌ها شناخته می‌شود. وی همچنین قسمت‌هایی از داستان کارتون شبکه ماجراجویی را در طول فصل‌های پنجم و هفتم به صورت داستانی نوشته‌است.